# Cynorkis gabonensis
Cynorkis gabonensis är en orkidéart som beskrevs av Victor Samuel Summerhayes. Cynorkis gabonensis ingår i släktet Cynorkis, och familjen orkidéer. Inga underarter finns listade i Catalogue of Life.